# 조너선 리스 마이어스
조너선 리스 마이어스(영어: Jonathan Rhys Meyers, 1977년 7월 27일 ~ )는 아일랜드의 영화 겸 텔레비전 배우이다. 그는 쇼타임의 케이블 텔레비전 드라마 《튜더스》에서 국왕 헨리 8세 역할을 한 것으로 가장 잘 알려졌다. 또한 클럽 모나코, 베르사체, 휴고보스에서 모델로도 활동해왔다. 2006년 미니시리즈 《엘비스》를 통해 제63회 골든 글로브상 미니시리즈 · TV 영화 부문 남우주연상을 수상했다.

## 출연 작품

### 영화
| 연도 | 제목                          | 원제                         | 배역                                                           |
| ---- | ----------------------------- | ---------------------------- | -------------------------------------------------------------- |
| 1998 | 벨벳 골드마인                 | Velvet Goldmine              | 브라이언 슬레이드                                              |
| 1998 | 더 거버니스                   | The Governess                | 헨리 캐번디시                                                  |
| 1998 | B. 몽키                       | B. Monkey                    | 브루노                                                         |
| 1999 | 타이투스                      | Titus                        | 카이론                                                         |
| 1999 | 라이드 위드 데블              | Ride with the Devil          | 피트 매커슨                                                    |
| 1999 | 섹슈얼 이노센스               | The Loss of Sexual Innocence | 닉 (16세)                                                      |
| 2001 | 크리스티나 리치의 불행한 시절 | Prozac Nation                | 노아                                                           |
| 2002 | 더 매그니피센트 앰버슨스      | The Magnificent Ambersons    | 조지 앰버슨 미내퍼                                             |
| 2002 | 슈팅 라이크 베컴              | Bend It Like Beckham         | 조                                                             |
| 2003 | 옥테인                        | Octane                       | 더 파더                                                        |
| 2003 | 디 엠퍼러스 와이프            | The Emperor's Wife           | 체임벌린                                                       |
| 2003 | 테저렉                        | The Tesseract                | 숀                                                             |
| 2003 | 아윌 슬립 웬 아임 데드        | I'll Sleep When I'm Dead     | 데이비 그레이엄                                                |
| 2004 | 베니티 페어                   | Vanity Fair                  | 조지 헨리 오즈본 대위                                          |
| 2004 | 알렉산더                      | Alexander                    | 카산드로스                                                     |
| 2005 | 매치 포인트                   | Match Point                  | 크리스 윌턴                                                    |
| 2006 | 미션 임파서블 3               | Mission: Impossible III      | 데클런 곰리                                                    |
| 2007 | 어거스트 러쉬                 | August Rush                  | 루이스 코널리                                                  |
| 2008 | 황시                          | The Children of Huang Shi    | 조지 호그                                                      |
| 2010 | 쉘터                          | Shelter                      | 크리스천 무어 목사/애덤 세이버/데이비드 번버그/웨슬리 크라이트 |
| 2010 | 프롬 파리 위드 러브           | From Paris with Love         | 제임스 리스                                                    |
| 2017 | 12번째 솔저                   | Den 12. mann                 | 쿠르트 슈타게                                                  |
| 2017 | 블랙 버터플라이               | Black Butterfly              | 잭                                                             |
| 2017 | 다마스커스 - 최후의 미션      | Damascus Cover               | 아리 벤시온/한스 호프만                                        |
| 2018 | 더 아스펜 페이퍼스            | The Aspern Papers            | 모턴 빈트                                                      |
| 2019 | 시리얼 킬러 연쇄살인범        | Awake                        | 존 도/마이클 윈즐로                                            |
| 2023 | 97분                          | 97 Minutes                   | 알렉스                                                         |

### 텔레비전
- 2005 엘비스 (Elvis) - 엘비스 프레슬리 역
- 2007 튜더스 (The Tudors) - 헨리 8세 역
- 2016 뿌리 (Roots) - 톰 리 역